# Phan Thúc Vĩnh
Phan Thúc Vĩnh (chữ Hán: 潘叔永, 1851 Năm sinh chép theo Từ điển nhân vật lịch sử Việt Nam (tr. 500) và, hiệu là Hành Quý, là một cử nhân triều Nguyễn. Ông cũng là con trai thứ hai của Thám Hoa Phan Thúc Trực.

## Sự nghiệp
Dòng họ ông có 8 đời đăng khoa. Cha ông là Phan Thúc Trực, là một Đình Nguyên Thám Hoa,là nhà văn,nhà thơ,nhà lich sử và địa lý học nổi tiếng thời nhà Nguyễn.

## Tác phẩm
Ông đã để lại cho hậu thế một nhiều tài liệu lịch sử, văn học và địa lý rất có giá trị như:

## Giai thoại
- Quốc sử di biên